# Highly Evolved
A 2002-es Highly Evolved a The Vines debütáló nagylemeze. A vezető kislemezt, a Highly Evolved-ot a NME a hét kislemezének választotta. 2002-ben az év második legjobb albumának nevezték a lemezt. Az album szerepel az 1001 lemez, amit hallanod kell, mielőtt meghalsz című könyvben.

## Az album dalai
|     | Cím            | Szerző(k)              | Hossz |
| --- | -------------- | ---------------------- | ----- |
| 1.  | Highly Evolved | Craig Nicholls         | 1:35  |
| 2.  | Autumn Shade   | Nicholls               | 2:17  |
| 3.  | Outtathaway!   | Nicholls               | 3:02  |
| 4.  | Sunshinin'     | Nicholls               | 2:43  |
| 5.  | Homesick       | Nicholls               | 4:53  |
| 6.  | Get Free       | Nicholls               | 1:59  |
| 7.  | Country Yard   | Nicholls               | 3:46  |
| 8.  | Factory        | Nicholls               | 3:12  |
| 9.  | In the Jungle  | Nicholls               | 4:15  |
| 10. | Mary Jane      | Nicholls               | 5:52  |
| 11. | Ain't No Room  | Nicholls               | 3:28  |
| 12. | 1969           | Nicholls, Dave Olliffe | 6:27  |

## Közreműködők

### Zenészek
- Craig Nicholls – ének, gitár, ütőhangszerek, zongora (Homesick), festmény a borítón
- Patrick Matthews – orgona (Autumn Shade, In The Jungle), basszusgitár, zongora (Mary Jane, Autumn Shade, Factory)
- Dave Oliffe – dob (Highly Evolved, Autumn Shade, Outtathaway!, Sunshinin', Homesick (csak az outron), Country Yard, Mary Jane és 1969)
- Victor Indrizzo – dob (In the Jungle)
- Joey Waronker – dob (Get Free)
- Pete Thomas – dob (Factory, Ain't No Room és Homesick (részletek))
- Roger Joseph Manning Jr. – billentyűk (Highly Evolved, Outtathaway!, Sunshinin' és Autumn Shade)

### Produkció
- Kevin Dean – asszisztens
- Ted Jensen – mastering
- Ethan Johns – ütőhangszerek (Get Free, Autumn Shade, Factory és Sunshinin')
- Rob Schnapf – gitár (County Yard, Homesick, Ain't No Room és Factory), producer, keverés
- Andrew Slater – executive producer
- Justin Stanley – producer (In the Jungle)
- Andy Wallace – keverés (Get Free)
- Doug Boehm – hangmérnök
- Steven Rhodes – ütőhangszerek (Get Free, Autumn Shade, Factory és Sunshinin'), hangmérnök
- Tony Rambo – hangmérnök (In the Jungle)
- Craig Conrad – asszisztens

## Fordítás
Ez a szócikk részben vagy egészben a Highly Evolved című angol Wikipédia-szócikk ezen változatának fordításán alapul.  Az eredeti cikk szerkesztőit annak laptörténete sorolja fel. Ez a jelzés csupán a megfogalmazás eredetét és a szerzői jogokat jelzi, nem szolgál a cikkben szereplő információk forrásmegjelöléseként.